# Beothuk

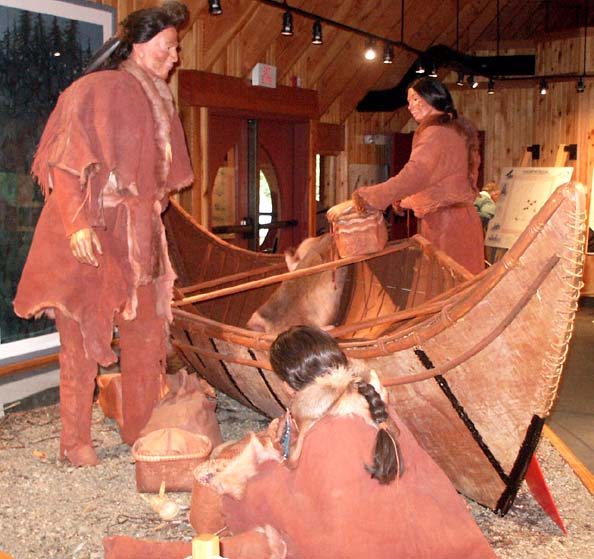
Los beothuk de Terranova recordados en un museo.

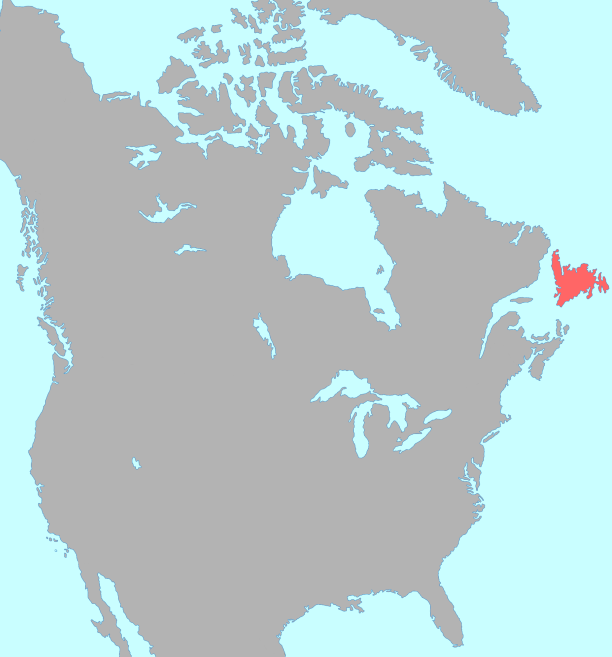
Región de los beothuk.

Los beothuk fueron una tribu aborigen de Terranova, Canadá, cuyo idioma, el beothuk, no ha sido clasificado. Algunos lo consideran una lengua aislada y otros lo emparentan con las lenguas algonquinas. En su lengua, beothuk significa "el pueblo".

## Localización y demografía
Los beothuk vivían al norte de Terranova, Canadá. En 1497 se cree que eran entre 1.000 y 5.000, pero disminuyeron a 400 en 1768, y el último miembro de la tribu, Shanawdithit, murió en 1829.

## Costumbres
Eran muy conocidos por su lenguaje distintivo y por la costumbre de pintarse la ropa, la piel y casi todo de color rojo, por motivos religiosos y para protegerse de los insectos. Vivían en cabañas largas cubiertas de corteza y pieles. Hacían canoas de gran perfección, desde las cuales los arponeros eran capaces de atacar a cualquier punto. Cazaban focas con arpones primitivos, pescaban salmones y mariscos y también cazaban ciervos con arcos y flechas. Fabricaban utensilios de cocina de buena calidad.
Se dividían en pequeñas bandas de pocas familias, cada una de ellas con un capitoste. 

## Historia
Parece ser que formaron parte del grupo de tribus algonquinas que desplazaron la cultura Dorset de Terranova en el año 1000, y se cree que podrían ser los skraelingar de las sagas vikingas. Ya en 1497 contactaron con Giovanni Cabotto, quien calculó su número en unos 500, pues nunca fueron demasiado numerosos, y les llamó "indios rojos" por la pintura con la que se cubrían.
En 1600 entraron en guerra con los micmac, ya que los franceses, rivales suyos, les habían ofrecido recompensa por cada cabellera de beothuk capturada. Así mismo, las enfermedades introducidas por los europeos (sobre todo la tuberculosis) fueron las que provocaron más estragos entre ellos.
En 1810 los ingleses los protegieron por ley, pero no pudieron evitar su extinción. En 1819, Demasduwit, bautizada Mary March, fue secuestrada con la esperanza de que sirviera de traductora e intermediaria entre los colonos ingleses y los beothuk, pero poco después murió de tuberculosis.
Una expedición de 1827 ya no encontró rastro alguno de ellos, aunque es previsible que algunos supervivientes pudieran huir en canoa al Labrador y unirse a los montagnais innu, pero el último beothuk conocido, Shanawdithit, sobrina de Demasduwit, capturada por los colonos en 1823, murió de tuberculosis en 1829. Vivió seis años en casa de William Cormack, donde describió la vida y costumbres de su pueblo. También dibujó muchos mapas de los territorios que recorría con su tribu.
Algunas historias orales afirmaban que algunos de ellos habían sobrevivido en la región del río Exploits y Twillingate. Una historia familiar recuerda que una mujer de pura sangre beothuk, llamada Elizabeth, tuvo una hija, Susannah Moody, en Lewisporte, cerca de las orillas del río Exploits, el 14 de enero de 1832. Susannah murió en 1911, se casó con Samuel Anstey y tuvo varios hijos, cuyos descendientes aún vivirían.
En 1910, una anciana de 75 años llamada Santu, hija de un micmac y una beothuk, cantó una canción en beothuk al antropólogo Frank Speck cuando iba de Nueva Escocia a Nueva Inglaterra. La canción fue radiada por la CBC el 13 de septiembre de 2000.